# Robert Bordaz
Robert Bordaz és un alt funcionari francès, nascut el 6 de juliol de 1908 a Argenton-Château (Deux-Sèvres) i mort el 22 de març de 1996 a París.

## Biografia
Robert Bordaz es va graduar a la Universitat de París i va obtenir el títol de llicenciat i doctor en dret, mentre seguia els cursos de l'École libre des sciences politiques. El 1932 va assistir al cercle de Pontigny. Després de la invasió de 1940, es va incorporar al general Charles de Gaulle a Alger, on va conèixer a René Mayer i Claudius Petit.
A l'Alliberament, es va incorporar al Consell d'Estat i col·labora amb René Mayer, llavors ministre de Foment. De 1948 a 1951 va ser director del gabinet d'Eugène Claudius-Petit, ministre de Reconstrucció i Urbanisme, que li va permetre conèixer Le Corbusier, que el ministre defensa amb ardor i a qui confia ambiciós. projectes de construcció a la ciutat de Firminy del qual en fou alcalde.
Nomenat conseller d’Estat el 1958, esdevé el 1962 director general de la Radiodiffusion-télévision française (RTF). Va intentar despatxar la presentadora Denise Glaser perquè va difondre la cançó Jean Ferrat Nuit et brouillard, però va fer marxa enrere per la pressió del seu ministre Alain Peyrefitte. Anteriorment havia organitzat l'exposició francesa a Moscou (1961), abans d'estar a càrrec del pavelló francès de l'Exposició Universal de Mont-real (1967). El 23 de juliol de 1964 fou destituït del seu càrrec de director general de la RTF i substituït pel seu subdirector Jacques-Bernard Dupont, que des de llavors es va convertir en l'Office de radiodiffusion-télévision française (ORTF).
El 26 d'agost de 1970 Bordaz fou nomenat pel Consell de Ministres "delegat per a la realització del centre de l'altiplà de Beaubourg". Mentre que la descripció del càrrec escrita per l’equip de programació liderat per l’arquitecte i enginyer François Lombard va demanar el nomenament d’un jove candidat amb experiència en el camp de la construcció, el president Georges Pompidou va triar Bordaz, que havia estat conseller d'estat, un alt funcionari amb experiència, un intel·lectual que havia col·laborar en revistes literàries i havia participar en l’organització del Festival de Cinema de Canes, havia estat responsable de l’ORTF, durant la guerra de la Indoxina havia organitzat l'evacuació francesa després de Dienbienphu, havia organitzar l'exposició francesa a Moscou i va ser responsable del pavelló francès de l'Exposició Universal de 1967 a Montreal. El nomenament de Bordaz va ser ràpidament aprovat per l'equip de programació. Tot i que era poc conegut pel públic, va ser rebut amb molt de respecte al món polític. Tenint en compte la seva edat, es pensava que aquest nomenament seria l’últim de la seva carrera.
A més de la seva afiliació política com a membres del moviment gaullista, Bordaz i Pompidou compartien una formació en ciències humanes. El primer havia estudiat dret i literatura a París i va assistir a cercles intel·lectuals al voltant de Paul Desjardins, el segon era graduat de l'École normale supérieure el 1934 amb el més alt nivell de l’agrégation de lettres,.
En gener de 1972 Robert Bordaz fou nomenat president de l'establiment públic del Centre Beaubourg, responsable de la construcció del Centre Georges Pompidou, del que en va esdevenir primer president el 1976 quan es va obrir al públic el 1977 (decret del 15 de setembre de 1976).
En una entrevista amb Enrique Walker, l’arquitecte Renzo Piano diu: "Bordaz era un geni, un funcionari dedicat, però també un home realment fantàstic. Li va trigar un any a comprendre i entendre completament el que volíem aconseguir, però ens va defensar en totes les ocasions. S'ha convertit en una espècie d’amor. Mai no oblidaré aquell dia, poc després de la mort de Pompidou i l'entrada de Giscar d'Estaing. Hi ha hagut discussions sobre la substitució de Bordaz per algú altre. Richard i jo ens vam enutjar, amenaçant que si marxava, nosaltres també.»
Es va matricular a la barra de París i el 1981 va ser encarregat per François Mitterrand una missió d'estudi sobre l'Exposició Mundial prevista per a la celebració del bicentenari de la revolució i que finalment no tindria lloc.
Va presidir la Union centrale des arts décoratifs (1975-1989) i l'École spéciale d'architecture a París. I el 1997 va presidir el NEMO (Amsterdam) i la Fundació Beyeler.

## Obres
- Bordaz, Robert: La loi de Marx sur les capitaux à la lumière des événements contemporains – Thèse de doctorat, L. Rodstein, Paris, 1933
- Bordaz, Robert: La politique française de l’habitation, Librairie sociale et économique, Paris, 1950, OCLC 301505153
- Bordaz, Robert: Pour donner à voir, Edition Cercle d’art, Paris, 1987, ISBN 2-7022-0216-0
- Bordaz, Robert: Entretiens Robert Bordaz, Renzo Piano, Éditions Cercle d’Art, Paris, 1997, ISBN 2-7022-0487-2
- Bordaz, Robert: Le Centre Pompidou: une nouvelle culture, Éditions Ramsay, 1997, ISBN 2-85956-033-5
- de 1971-1978: Plusieurs Articles dans la Revue des deux mondes, Conception et Réalisation du Centre Beauxbourg, online, Les progrès du Centre Beaubourg, online, Petit dictionnaire des idées fausses, online